# Знак коллективного членства
Знак коллективного членства — вид товарного знака, который используется для обозначения членства в организации, группе, ассоциации. Уникальность такого знака состоит в том, что его применяют исключительно для того, чтобы идентифицировать человека как члена определённого коллектива.
Этот вид товарного знака введён «законом Лэнхема» (Lanham Act или Trademark Act) – так в США называют Федеральный закон о товарных знаках 1946 года. Это основной закон, регулирующий использование товарных знаков, знаков обслуживания, коллективных знаков и сертификационных марок.
Знак коллективного членства следует отличать от коллективного знака. Это смежная категория, но не то же самое, что знак коллективного членства. Коллективный знак является товарным знаком, предназначенным для обозначения товаров, производимых или реализуемых лицами, которые входят в данное объединение, и обладающих едиными характеристиками их качества или иными общими характеристиками. Знаки же коллективного членства не используются для обозначения источника или происхождения товара или услуги.
Закон о товарных знаках требует, чтобы коллектив владел коллективным знаком, хотя члены коллектива используют этот знак для обозначения своей принадлежности к коллективу.

## Примеры знаков коллективного членства
- знак Реорганизованной Церкви Иисуса Христа Святых последних дней[4]

- буквы AAA® внутри овала: знак членства в Американской Автомобильной Ассоциации[5]